# Іван Кораде
Іван Кораде (хорв. Ivan Korade; нар. 17 грудня 1963, Велика Ветерницька — пом. 3 квітня 2008, Велика Ветерницька) — колишній генерал хорватської армії, відомий учасник війни Хорватії за незалежність. Уславився встановленням хорватського прапора на Книнській фортеці після визволення Книнa, проте безславно закінчив життя, вчинивши самогубство після скоєного п'ятиразового вбивства.

## Життєпис

### Ранні роки та військова кар'єра
Народився 1963 р. у селі Велика Ветерницька поблизу Златара, що в Хорватському Загір'ї. До початку югославських воєн працював установником центрального опалення. Його військова кар'єра розпочалася 1991 року, коли він добровольцем записався до підрозділу поліції спеціальних операцій.
Після створення Хорватської національної гвардії вступає до 1-ї гвардійської бригади «Тигри», де 1992 року стає командиром батальйону. Того ж року був тяжко поранений у Дубровнику, втративши ліву руку, але повернувся у стрій, пробувши на лікуванні всього два тижні. 1993 року став першим командиром новоствореної 7-ї гвардійської бригади «Пуми», з якою у 1994 і 1995 роках воював у Боснії і Герцеговині, беручи участь у таких військових операціях, як «Зима '94», «Стрибок-1», «Стрибок-2» і «Літо '95», а також в операції «Буря». В ході останньої його бригада першою увірвалася у Книн 5 серпня 1995 р., а Кораде підняв над Книнським замком прапор Хорватії, що послужило основою для святкування Дня перемоги і подяки вітчизні. У вересні 1995 року його бригада повернулася воювати в Боснію (операції «Маестраль» і «Південний напрям»). 
Після війни Кораде підвищений у званні до генерала і призначений командувачем 6-ї оперативної зони у Б'єловарі. У той час трапилися різні інциденти за участю Кораде: дорожньо-транспортні пригоди, погане ставлення до підлеглих офіцерів і жорстоке поводження з місцевим жупаном та відмова спілкуватися з Генеральним штабом і начальником штабу. Ось чому, з ініціативи тодішнього начальника штабу Павла Міляваця, 1997 року верховний головнокомандувач Франьо Туджман вирішив відправити генерала у відставку. Іван Кораде заповзявся будь-якою ціною протистояти рішенню про своє звільнення. За словами генерала Міляваця, Кораде відсторонив від казарм військову поліцію і розставив на ключові посади своїх людей із 7-ї гвардійської бригади, тим самим не даючи військовій поліції ввійти у Вараждинський гарнізон. Коли начальник Генштабу наказав військовій поліції привести його, щоб вручити йому рішення про звільнення та відставку, Кораде зважився на заколот, наказавши вісьмом своїм офіцерам, які супроводжували його, підготуватися разом із п'ятьмастами вояками до розгортання військових сил на горі Іваншчиця. Тим часом у ході операції військової поліції його вдалося затримати та звільнити з посади силоміць. Проте його так і не було притягнуто до кримінальної відповідальності за непокору. Перед цією відставкою в 1997 р. він був замішаний у сутичках на футбольних матчах клубу «Бойовник 7».

### Після відставки
У вересні 2000 року Кораде був одним із підписантів Відкритого листа дванадцятьох хорватських бойових генералів до хорватської громадськості від 28 вересня 2000 р., за який тодішній Президент Хорватії Степан Месич насильно звільнив сімох хорватських генералів. У наступні роки його пов'язували з різними злочинами, включаючи випадки побиття та кермування в нетверезому стані. Генерал у відставці часто потрапляв на сторінки «чорних хронік» через свій досить буйний характер. Перший інцидент, відзначений після спалаху війни за незалежність Хорватії, трапився на фронті на підступах до Задара, де Кораде фізично зчепився з деякими солдатами, за що його заарештувала військова поліція, хоча він і був командиром бригади. Генерал не вагаючись вступав у сутички зі співробітниками спецслужб, так 1995 року в одному ресторані Вараждина він фізично і словесно принизив полковника Служби безпеки та інформації (військової розвідки). З цієї причини Вараждинський суд у 2001 р. засудив його разом із кількома його соратниками на десять місяців умовно.
2002 р. прокуратура Гаазького трибуналу щодо воєнних злочинів викликала Кораде як підозрюваного на допит щодо ймовірних злочинів, скоєних бійцями 7-ї гвардійської бригади в районі Мрконіч-Града в 1995 р. протягом операції «Південний напрям»

### Смерть
Пополудні 26 березня 2008 року в Хорватському Загір'ї трапилися чотири вбивства: колишнього помічника Кораде, немолодої жінки, її 16-річного онука і їхнього сусіда. У вбивствах поліція запідозрила Кораде.Кожен новий слід, на який натикалася поліція, звужував коло підозрюваних, вказуючи на генерала, тому почався його розшук. Також було видано і ордер на арешт. 3 квітня, на восьмий день розшуку підозрюваного Кораде, правоохоронці обстежували об'єкти в районі Великої Ветерницької, оскільки всі докази та вся інформація свідчили про те, що він ховався десь там. Коли співробітники поліції оточили особняк, у якому переховувався генерал і запропонували йому здатися, пролунала автоматна черга, внаслідок чого було важко поранено поліціянта. На шляху до лікарні той помер. Спецпідрозділ поліції взяв будинок приступом, де Івана Кораде знайшли мертвим. Він покінчив життя самогубством.

### Подальші події
Кораде поховали на Петровій Горі, а на похороні були присутні багато його товаришів. Місцеві жителі прилюдно висловлювали бажання, щоб його поховали деінде. Правоохоронець Маріо Кусанич, якого застрелив Кораде, був посмертно нагороджений Орденом Петара Зринського і Франа Крсто Франкопана.
Наклавши на себе руки, Кораде уник суду за воєнні злочини в 1995 р. в ході операції «Містраль 2» у Гламочі, що у Боснії та Герцеговині, де він командував «Пумами».
Указом Президента Степана Месича Кораде було посмертно позбавлено всіх нагород за винятком відзнаки за поранення — Ордена хорватського хреста.